# Out (The Kolors)
| Recensione       | Giudizio |
| ---------------- | -------- |
| All Music Italia |          |
| Rockol           |          |

Out è il secondo album in studio del gruppo musicale italiano The Kolors, pubblicato il 19 maggio 2015 dalla Baraonda Edizioni Musicali.

## Descrizione
Uscito durante la partecipazione del gruppo alla quattordicesima edizione del talent show Amici di Maria De Filippi, l'album è costituito da 12 brani, tutti in lingua inglese, alcuni dei quali proposti dal vivo durante la trasmissione ed altri inediti, tra cui uno cantato insieme alla cantautrice italiana Elisa.
L'album è stato anticipato dal singolo Everytime, uscito il 3 maggio 2015, ed ha ottenuto un immediato successo esordendo al primo posto della classifica FIMI e venendo certificato disco d'oro dalla FIMI dopo una settimana per le 25 000 copie vendute.
Out è rimasto per 12 settimane non consecutive in vetta alla Classifica FIMI Album, accumulando una vendita complessiva di 200 000 copie.

## Tracce
1. Out – 1:15
2. Everytime – 3:04
3. Why Don't You Love Me? – 3:03
4. My Queen – 2:57
5. Me Minus You – 3:58
6. Why – 2:56
7. Realize (feat. Elisa) – 2:59
8. I'm Sorry – 4:02
9. Great Escape – 2:55
10. Love – 3:19
11. Twisting – 3:03
12. It's Up to You – 3:29

Traccia bonus nell'edizione speciale
1. OK – 3:19
2. Everytime (Acoustic Version) – 3:02

## Formazione
- Antonio "Stash" Fiordispino – voce, chitarra, basso, pianoforte, sintetizzatore, percussioni
- Daniele Mona – sintetizzatore, talk box, basso, percussioni
- Alex Fiordispino – batteria, percussioni

## Classifiche

### Classifiche settimanali
| Classifica (2015) | Posizione massima |
| ----------------- | ----------------- |
| Italia            | 1                 |

### Classifiche di fine anno
| Classifica (2015) | Posizione |
| ----------------- | --------- |
| Italia            | 3         |